# ديفيد قمخي
ديفيد قمخي (بالعبرية: דוד קמחי) هو راباي يهودي ومعلق على الكتاب المقدس وفيلسوف ولغوي ومؤرخ من العصور الوسطى عاش في فرنسا. ولد في سنة 1160 في مدينة نربون جنوب فرنسا. ألف كتاب مخلول وألذي احتوى على قاموس في اللغة العبرية وثم ألف كتاب سفر هشورشيم (كتاب الجذور) وألذي تكلم عن تاريخ الرابوات السابقين مثل يحيى بن حيوج الفاسي ومروان بن جناح وعن أعمالهم. اتجه بعد ذلك إلى الفلسفة متأثراً بابن عزرا وموسى بن ميمون. كما هاجم المسيحيين بسبب تمييزهم ضد اليهود. تم الاعتماد لاحقاً على ترجمته في العهد القديم بإنشاء نسخة الملك جيمس للكتاب المقدس. توفي في سنة 1235.